# Oru kommun
Oru kommun var en kommun i landskapet Läänemaa i västra Estland. År 2013 uppgick kommunen i den då nybildade Lääne-Nigula kommun. Den ligger 70 km sydväst om huvudstaden Tallinn.
Centralort var Linnamäe. Övriga byar var Auaste, Imby, Jalukse, Keedika, Kärbla, Nyby, Oru, Mõisaküla, Salk, Saunja, Seljaküla, Soolu, Uugla och Vedra. 